# Tshabong
Tshabong este reședința districtului Kgalagadi din Botswana.